# Aleksiej Łukjaniuk
Aleksiej Wasiljewicz Łukjaniuk (z ros. Алексей Васильевич Лукьянюк;  ur. 12 grudnia 1980 roku w Moskwie w ZSRR) – rosyjski kierowca rajdowy, Rajdowy Mistrz Europy 2018.
W roku 2014 został rajdowym mistrzem Rosji i Estonii. W sezonie 2015 zajął trzecie miejsce w Rajdowych Mistrzostwach Europy, wygrywając dwie z dziesięciu eliminacji.

## Wyniki wRajdowych Mistrzostwach Europy
| Rok  | Zespół                         | Samochód                               | 1      | 2      | 3      | 4      | 5      | 6      | 7      | 8      | 9      | 10    | 11 | Pkt. | Msc. |
| ---- | ------------------------------ | -------------------------------------- | ------ | ------ | ------ | ------ | ------ | ------ | ------ | ------ | ------ | ----- | -- | ---- | ---- |
| 2015 |                                | Ford Fiesta R5 Mitsubishi Lancer Evo X | AUT 3  | LVA NU | IRL 6  | POR    | BEL    | EST 1  | CZE 4  | CYP 5  | GRE NU | CHE 1 | -  | 157  | 3    |
| 2016 |                                | Ford Fiesta R5                         | ESP 1  | IRL NW | GRE 10 | POR 2  | BEL NU | EST NU | POL    | CZE 15 | LVA 2  | CYP 1 | -  | 159  | 2    |
| 2017 | Russian Performance Motorsport | Ford Fiesta R5                         | POR NU | ESP 1  | GRE -  | CYP -  | POL NU | CZE 2  | ITA NU | LVA NU | -      | -     | -  | 73   | 4    |
| 2018 | Russian Performance Motorsport | Ford Fiesta R5                         | POR 1  | ESP 1  | GRE 21 | CYP NU | ITA 1  | CZE 2  | POL NU | LVA -  | -      | -     | -  | 150  | 1    |
| 2019 | Saintéloc Junior Team          | Citroën C3 R5                          | POR NU | ESP NU | LVA 2  | POL 1  | ITA 4  | CZE 18 | CYP NU | HUN 2  | -      | -     | -  | 132  | 2    |
| 2020 | Saintéloc Junior Team          | Citroën C3 R5                          | ITA 1  | LVA 2  | PRT 1  | HUN 14 | ESP 7  | -      | -      | -      | -      | -     | -  | 121  | 1    |